# Judith et Holopherne (Michel-Ange)
Pour les articles homonymes, voir Judith et Holopherne.
Judith et Holopherne est une fresque (570 × 970 cm) réalisée par Michel-Ange, datant de vers 1508, laquelle fait partie de la décoration du plafond de la chapelle Sixtine, dans les Musées du Vatican à Rome, commandée par Jules II.

## Histoire
Michel-Ange a commencé à peindre les travées de la voûte en commençant près de la porte d'entrée utilisée lors des entrées solennelles du pontife et de son entourage dans la chapelle, pour terminer par la travée au-dessus de l'autel. Judith et Holopherne (Livre de Judith, 13, 1-10 ), qui orne le pendentif immédiatement à gauche de la porte, est l'une des premières scènes à être réalisée.

## Description et style

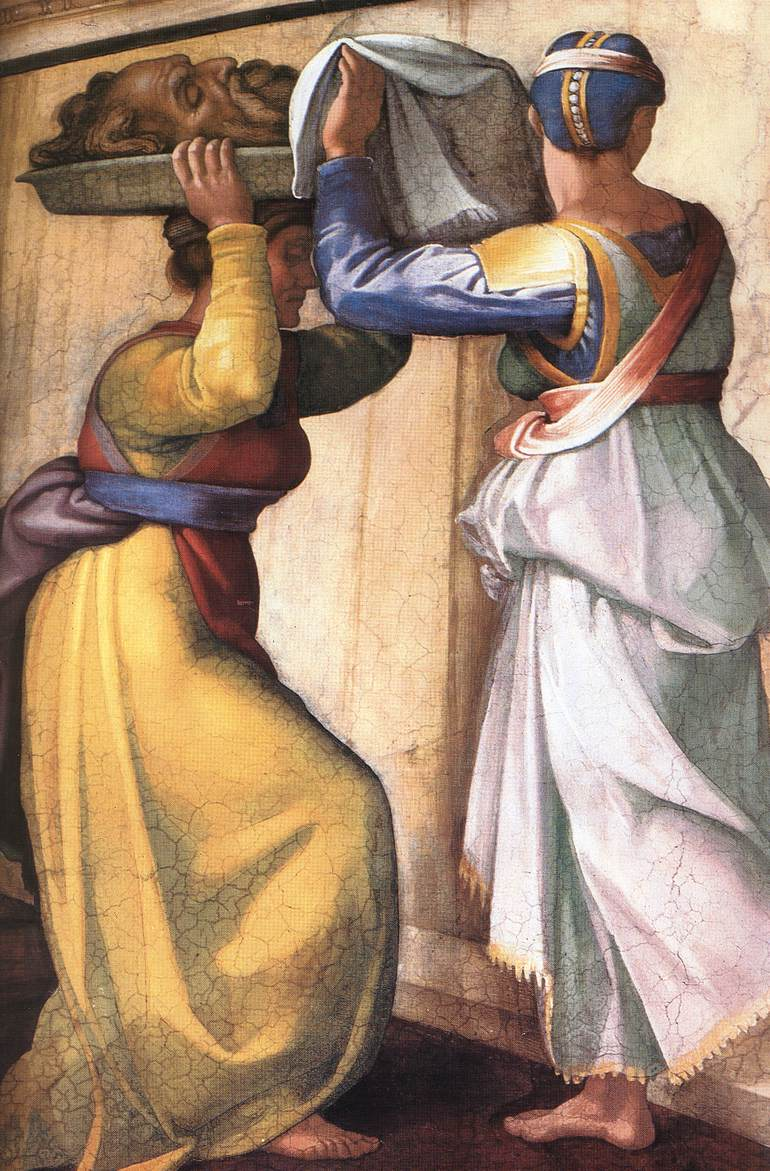
Détail.

Judith et Holopherne fait partie des quatre pendentifs avec des histoires de l'Ancien Testament, liées à la protection par Dieu du peuple d'Israël.
La scène peut être divisée en trois zones de largeurs différentes, que l'on retrouve également dans une étude réalisée au charbon de bois aujourd'hui au musée Teyler à Haarlem, aux Pays-Bas, mais avec une disposition différente des personnages. Au centre, Judith et la servante se détachent au premier plan et en pleine lumière devant un mur blanc disposé en oblique. Elles ont déjà achevé leur mission de tuer le tyran Holopherne et portent sa grosse tête sur un plateau en métal posé sur la tête de la servante (Judith commence à la recouvrir d'un linge), tandis qu'à droite, dans l'obscurité, dans sa tente, le général est nu dans son lit, toujours en proie aux spasmes : si le bras gauche paraît déjà mort, le bras droit se lève menaçant et la jambe gauche pointe durement contre le lit, faisant plisser les draps. L'héroïne biblique ne montre pas son visage, mais semble regarder la vision horrible du corps décapité dans une agitation frénétique. À gauche, dans l'obscurité, un garde endormi en robe verte et un bouclier rouge sur lequel repose son bras, remplissent le coin.
Les deux femmes ont été soigneusement transférées d'un carton préparatoire, avec la technique du spolvero, tandis que la figure d'Holopherne, peinte en un seul « jour », a été réalisée avec la technique de gravure des contours sur le plâtre frais ; le soldat a été peint d'un trait, sans aucune préparation.
Le contraste entre la partie centrale en pleine lumière et la pénombre des coins est remarquable, qui suit la forme triangulaire et concave du plafond, générant une sensation de profondeur spatiale extraordinaire. Les deux femmes sont également mises en valeur par des contrastes chromatiques éclatants :  deux nuances de bleu, deux de jaune, un vert clair, un rose, un rouge vif, un violet terne sont visibles dans leurs vêtements.
La scène est à rapprocher, d'un point de vue iconologique, de l'autre coin avec David et Goliath : dans les deux cas, deux personnages qui ne semblent pas forcément briller - une femme et un jeune homme - parviennent à libérer le peuple d'Israël de terribles ennemis, préfigurant le triomphe de l'Église. Les deux peintures font également allusion à « l' humilité victorieuse » ; le thème de l'« humiliation » est aussi utilisé dans l'histoire à proximité de L'Ivresse de Noé qui préfigure le Christ moqué.
L'esquisse d'une première idée pour Judith et Holopherne est conservée au Teylesrmuseum à Haarlem. Gilbert (1996) considère aussi qu'un dessin montrant apparemment un escalier et un nu masculin comme un projet non réalisé de Michel-Ange pour cette scène, dessin auparavant considéré comme une esquisse pour l'échafaudage de Michel-Ange dans la chapelle.

## Analyse
La représentation de l'histoire de Judith et Holopherne suit à quelques écarts près le récit de l'Écriture (Judith 13) : après s'être rendu dans le camp ennemi et avoir décapité le chef des armées adverses Holopherne, la veuve juive sort de sa demeure pour confier sa tête à sa servante. Contrairement au texte biblique, elle n'enfouie pas la tête d'Holopherne dans une besace, mais la pose sur un plateau ou une large coupe que sa servante porte sur sa tête. Michel-Ange suit un type iconographique popularisé par les panneaux de Botticelli conservés aujourd'hui aux Offices. La tête d'Holopherne est vraisemblablement un autoportrait de Michel-Ange (Charles de Tolnay ; Agoston , 1997 ; Franck Zöllner, 2005) et non un portrait de Jules II (James Beck, 2001). S'écartant à la fois de la tradition iconographique et du texte canonique de la Bible, Michel-Ange représente la résidence d'Holopherne non pas comme une tente, mais comme un espace délimité par des murs, suivant ainsi directement le texte de la Bible malermienne, où est expressément mentionnée une camera et non une tente (Hatfield, 1997).